# Меккель (коммуна)
Меккель (нем. Meckel) — община в Германии, в земле Рейнланд-Пфальц.
Входит в состав района Айфель-Битбург-Прюм. Подчиняется управлению Битбург-Ланд. Население составляет 400 человек (на 31 декабря 2010 года). Занимает площадь 10,80 км².